# Shin Suk Woo
Shin Suk- Woo fue un diplomático surcoreano.
Graduado de la universidad de Waseda en Tokio. De 1916 a 1925 vivió en Shanghái y tomó parte activa en el movimiento de independencia de Corea. 
En 1924 compró para 85,000 ₩ el diario Chosun Ilbo y se convirtió en su director en 1926 cuando regresó a Corea.
La ocupación japonesa de 1910-1945 aplicó  una "política cultural especial". En 1920 da permiso a tres periódicos privados. Uno de ellos era Chosun Ilbo. En la concentración de los medios de comunicación así creada se sentó en el consejo de redacción de una tendencia antijaponés. Con contribuciones editoriales sobre la situación de la sociedad en respecto de la libertad y la independencia, el periódico pudo aumentar su tirada.
A la suscibción pertenecía una sección regional cuadrilátero. Por lealtad lector, él estableció la historieta de la serie. Bajo su égida, los primeros periodistas femeninos fueron empleado. En 1925 convocó una reunión de los periodistas coreanos para fortalecer un sentido común.
En 1938 escapó de la persecución en Corea por sus actividades nacionalistas a China.
En la segunda guerra sino-japonesa hubo intentos de negociar un Alto el fuego. Hasta el julio de 1941 Yōsuke Matsuoka fue ministro de asuntos extranjeros de Japón y buscó negociaciones con Chiang Kai-shek. Del 18 de julio de 1941 al 17 de octubre de 1941 Shin Suk- Woo buscó contactos para Chiang Kai-shek con Konoe Fumimaro.
De agosto de 1948 al 21 de agosto de 1950 su suegro Lee Beom-seok (prime minister) fue Primer ministro de Corea del Sur. Le envió como embajador a Chiang Kai-shek en Taipéi.